# Pluszkiejmy
Pluszkiejmy (Duits: Plautzkehmen; 1938-1945: Engern) is een plaats in het Poolse woiwodschap Ermland-Mazurië, in het district Gołdapski. De plaats maakt deel uit van de gemeente Dubeninki en telt 177 inwoners.

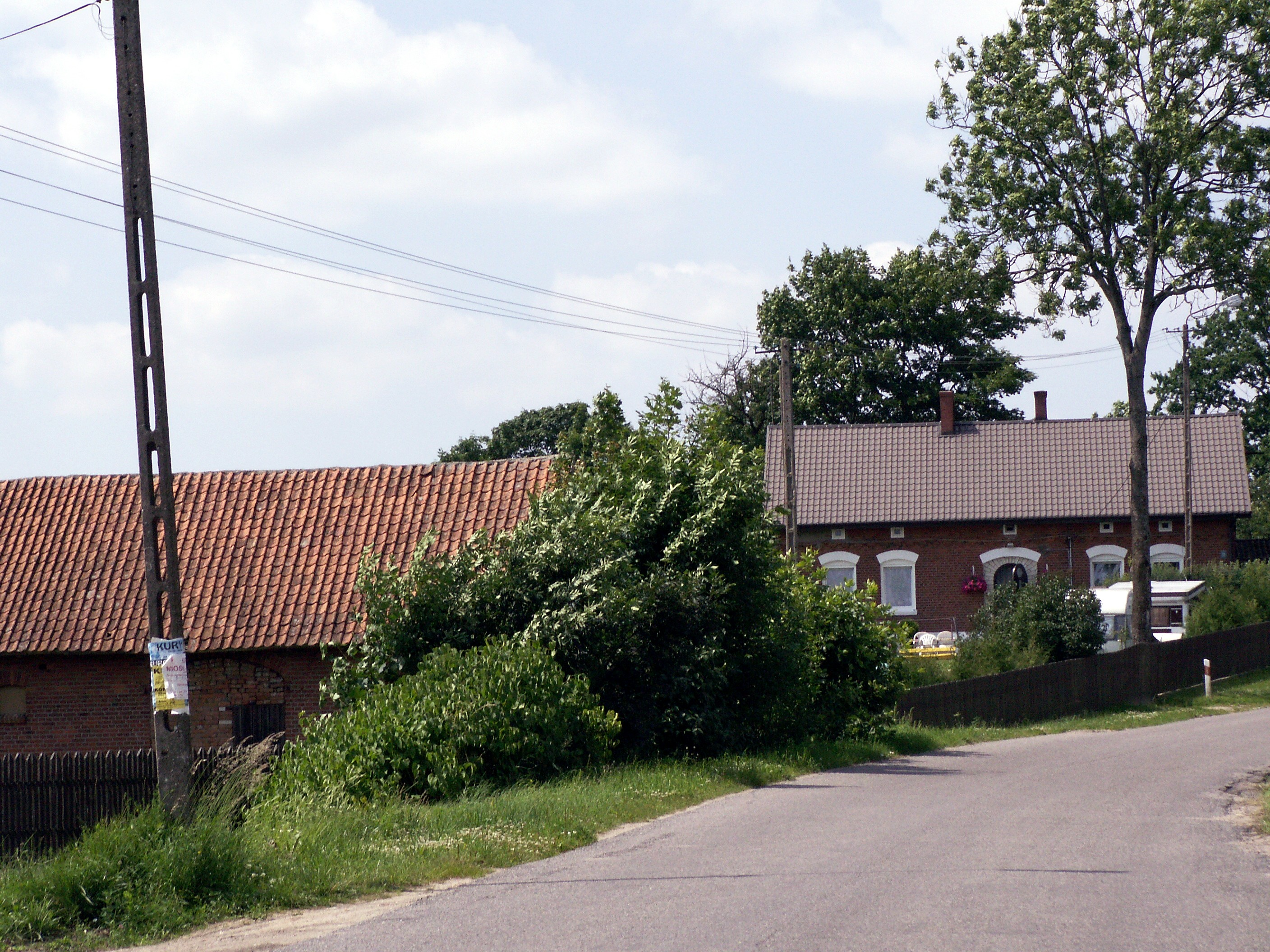